# Leiocapitella dollfusi
Leiocapitella dollfusi é uma espécie de anelídeo pertencente à família Capitellidae.
A autoridade científica da espécie é Fauvel, tendo sido descrita no ano de 1936.
Trata-se de uma espécie presente no território português, incluindo a sua zona económica exclusiva.